# Fanny Rosenfeld

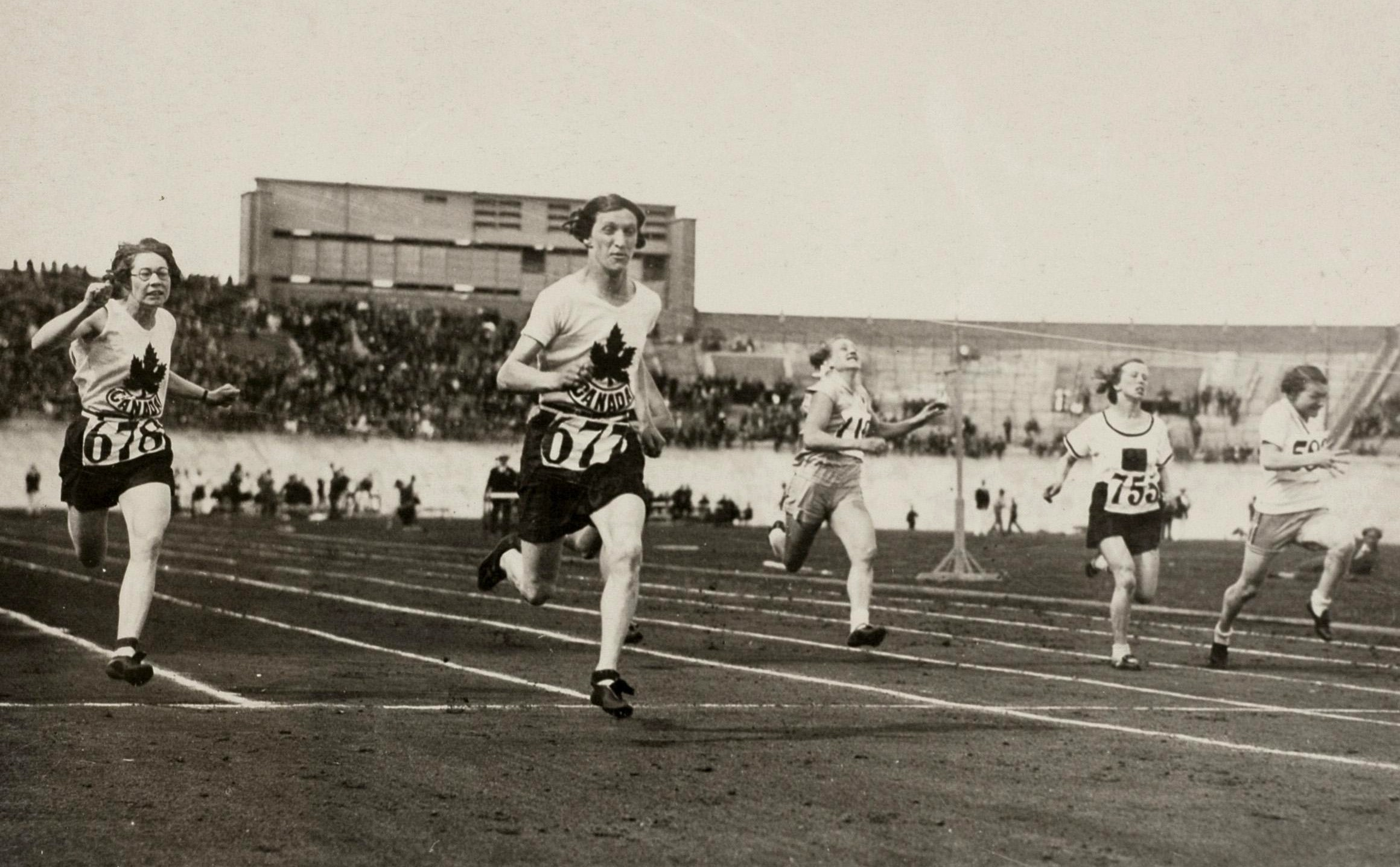
Fanny Rosenfeld (Zweite von links) bei den Olympischen Spielen 1928

Fanny „Bobbie“ Rosenfeld (* 5. Juli oder 28. Dezember 1903, 1904 oder 1905 in Jekaterinoslaw, Russisches Kaiserreich; † 14. November 1969 in Toronto) war eine kanadische Leichtathletin und Olympiasiegerin.
Das wahre Geburtsdatum der Fanny Rosenfeld liegt im Dunkeln. 1905 emigrierte ihre Familie nach Barrie, Ontario. 1922 zog die Familie um nach Toronto und Fanny verdiente sich ihren Lebensunterhalt als Stenotypistin in der dortigen Schokoladenfabrik Patterson. Für den Sport hatte sie nur an den Abenden und Wochenenden Zeit. Sie interessierte sich für alle Arten von Sport und war selbst in verschiedenen Vereinen tätig. Ein Schriftsteller soll einmal bemerkt haben: „Der sportliche Werdegang kann am besten so zusammengefasst werden ... Sie war keine gute Schwimmerin.“
1928 reiste Rosenfeld zu den Olympischen Spielen in Amsterdam. Die Presse betitelte vor den Wettkämpfen die kleine Gruppe kanadischer Athletinnen als „Die unvergleichlichen Sechs“. Rosenfeld gewann Gold in der 4-mal-100-Meter-Staffel zusammen mit Ethel Smith, Florence Bell und Myrtle Cook, die Silbermedaille im 100-Meter-Lauf hinter der US-Amerikanerin Betty Robinson und vor ihrer Landsfrau Ethel Smith sowie einen fünften Platz beim 800-Meter-Lauf. Sie holte für ihr Land bei diesen Spielen mehr Punkte als jeder andere Athlet für sein jeweiliges Land.
Nach ihrer Rückkehr nach Kanada erkrankte sie an Arthritis, was sie für Monate von Training fernhielt. 1931 wollte sie mit einem Eishockey-Team an ihre sportlichen Erfolge anknüpfen, aber ein zweiter Anfall 1933 hinderte sie daran. Danach zog sie sich für immer aus der Leichtathletik zurück. In der Folgezeit schrieb sie für die Tageszeitung Toronto Globe and Mail, in welcher sie ab 1937 ihre eigene Kolumne Sports Reel bekam. Ihr Hauptanliegen war die Gleichberechtigung der Frau bei der Zulassung zu sportlichen Wettkämpfen. Als erste Sportlerin Kanadas wurde sie 1955 in die Sports Hall of Fame aufgenommen, und 1996 brachte der kanadische Postdienst ihr zu Ehren eine Briefmarke heraus. 1969 starb Rosenfeld im Alter von wahrscheinlich 65 Jahren.
Im Jahr 1991 wurde ein Platz zwischen dem CN Tower und dem benachbarten Rogers Centre in Toronto in Bobbie Rosenfeld Park zum Gedenken an die Sportlerin benannt. Der mit Pflastersteinen ausgelegte Platz ist mit zahlreichen Pflanzen begrünt.
Die kanadische Regierung ehrte Rosenfeld am 15. Juni 1976 als herausragende Sportlerin dadurch, dass sie sie zu einer „Person von nationaler historischer Bedeutung“ erklärte.